# Mylochromis
Mylochromis és un gènere de peixos pertanyent a la família dels cíclids.

## Distribució geogràfica
Es troba a l'Àfrica oriental.

## Taxonomia
- Mylochromis chekopae (Turner & Howarth, 2001)[3]
- Mylochromis ensatus (Turner & Howarth, 2001)[3]
- Mylochromis gracilis (Trewavas, 1935)
- Mylochromis melanonotus (Regan, 1922)[4]
- Mylochromis spilostichus (Trewavas, 1935)[5][6][7][8][9][10]